# Сенна (приток Сожа)
Сенна (бел. Сянна) — река в Белоруссии, протекает по территории Чериковского и Краснопольского районов Могилёвской области, левый приток реки Сож. Длина реки — 59 км, площадь водосборного бассейна — 543 км², средний расход воды в устье 3,4 м³/с, средний наклон водной поверхности 0,8 ‰.
Река берёт начало у деревни Клины в 21 км к юго-востоку от центра города Чериков. Генеральное направление течения — запад, на значительном протяжении образует границу Чериковского и Краснопольского районов. Протекает преимущественно в пределах Оршанско-Могилевской равнины. Долина трапециевидная, шириной от 0,3 км в верховье до 1 км в нижнем течении. Пойма двухсторонняя (ширина в верховье 30-60 м, в нижнем течении 300—500 м), местами открытая, луговая. Русло от истока на протяжении 15,8 км канализировано, в нижнем и среднем течении извилистое. Ширина русла 5-10 м, ниже деревни Пильня Чериковского района расширяется до 17 м, в нижнем течении сужается до 5-6 м. Берега крутые. Принимает сток из мелиоративных каналов. В деревне Малиновка на реке запруда.
Притоки: Сененка, Россомаха, Турья (левые); Домашня, Ректа (правые).
Сенна протекает сёла и деревни Малиновка, Чудяны, Костюковка, Князевка, Пиленка, Пильня, Ушаки, Бакуновичи.
Впадает в Сож в 3 км к западу от села Ушаки.